# Fiestas de la Virgen del Carmen (San Pedro del Pinatar)
Las Fiestas de la Virgen del Carmen son unas fiestas de tradición marinera que se celebran cada año el 16 de julio en San Pedro del Pinatar y con las que se homenajea a la patrona de la ciudad. Desde 1965 está declarada Fiesta de interés turístico regional de la Región de Murcia.
Desde 1792 se conocen la romería y su paseo marítimo de la imagen de la Virgen, pero las fiestas como tales se celebran desde 1892. Consta de una romería terrestre y un recorrido por el Mar Menor. Se inicia en la Iglesia de San Pedro Apóstol hacia la pedanía de Lo Pagán donde se embarca la imagen de la Virgen y se hace un recorrido marítimo. Tras su desembarco se oficia una misa al aire libre y después se traslada la imagen de la Virgen a la iglesia de la pedanía, donde permanece durante toda la jornada para su visita.
Tras la misa se inician actividades festivas que incluyen preparaciones gastronómicas populares como el caldero del Mar Menor que es un arroz elaborado por los pescadores con pescado de la zona.
Cerca de medianoche y tras unos fuegos artificiales, se inicia una procesión de retorno que llega de madrugada a la iglesia de San Pedro Apóstol donde se suele cantar una Salve Marinera.
La organización de las fiestas la hacen la Cofradía de Pescadores y la Asociación de la Virgen del Carmen.